# Onyeka Okongwu
Onyeka Okongwu (Los Angeles, 11 de dezembro de 2000) é um jogador norte-americano profissional de basquete que atualmente joga no Atlanta Hawks da National Basketball Association (NBA).
Ele jogou basquete universitário na Universidade do Sul da Califórnia e foi selecionado pelos Hawks como a 6ª escolha geral no draft da NBA de 2020.

## Carreira no ensino médio
Okongwu estudou na Chino Hills High School em Chino Hills, Califórnia, e jogou no time de basquete do colégio desde sua temporada de calouro. Em seu primeiro ano, ele foi companheiro de equipe dos irmãos Lonzo, LiAngelo e LaMelo Ball, que ajudaram a elevar a equipe aos holofotes nacionais. Sua equipe ficou em primeiro lugar no país, com um recorde de 35-0, e conquistou o título estadual da Divisão Aberta da Federação Interescolar da Califórnia (CIF). Okongwu foi o Novato Nacional do Ano junto com seu companheiro de equipe, LaMelo Ball, após ter médias de 7,9 pontos, 7,2 rebotes e 3,1 bloqueios.
Em seu segundo ano, Okongwu ajudou Chino Hills a alcançar as semifinais do Regional Sul da CIF. Em sua terceira temporada, ele liderou sua equipe para o título da Divisão I do Regional Sul da CIF. Ele teve médias de 28 pontos, 14 rebotes e quatro bloqueios, sendo eleito o Mr. Basketball da California e sendo eleito para a Primeira-Equipe do USA Today. Em sua última temporada, Okongwu levou Chino Hills ao vice-campeonato da Divisão I do Regional Sul da CIF. Depois de obter médias de 27 pontos, 11 rebotes, 4,3 bloqueios e 4,0 assistências, ele foi eleito novamente como Mr. Basketball da California, tornando-se o quinto jogador a fazê-lo, e foi novamente eleito para a Primeira-Equipe do USA Today.

### Recrutamento
Okongwu terminou sua temporada de calouro com ofertas para jogar basquete universitário em UCLA e em USC. Em 14 de maio de 2018, ele se comprometeu com a USC. Ele foi atraído para a universidade por causa de sua proximidade e pela equipe técnica. Okongwu deixou o ensino médio como um recruta de cinco estrelas na ESPN e na Rivals.com e como um recruta de quatro estrelas na 247Sports.
| Nome | Cidade Natal                           | Escola/Universidade | Altura             | Peso            | Data da revisão    |
| --- | -------------------------------------- | ------------------- | ------------------ | --------------- | ------------------ |
| Onyeka Okongwu PF | Chino Hills, CA                        | Chino Hills (CA)    | 6 ft 8 in (2.03 m) | 225 lb (102 kg) | 14 de Maio de 2018 |
| Onyeka Okongwu PF | Recrutamento: Rivals: 247Sports: ESPN: |                     |                    |                 |                    |
| Classificação geral de novatos: Rivals: 30º \| 247sports: 27º \| ESPN: 20º                                                                                    |                                        |                     |                    |                 |                    |
| - Nota: Em muitos casos, Scout, Rivals, 247Sports e ESPN podem entrar em conflito em suas listas de altura e peso, nestes casos, a média foi obtida. - Fonte: |                                        |                     |                    |                 |                    |

## Carreira universitária
Okongwu imediatamente se estabeleceu como o melhor jogador da USC. Em sua estreia, em 5 de novembro de 2019, ele registrou 20 pontos, 13 rebotes e oito bloqueios em vitória por 77-48 sobre Florida A&M. Ele se tornou o primeiro jogador da USC a ter um duplo-duplo em sua estreia desde Taj Gibson em 2006. Em 19 de novembro, ele marcou 33 pontos em uma vitória de 91-84 sobre Pepperdine. O desempenho o ajudou a receber o Prêmio de Jogador da Conferência Pac-12 e o Calouro da Semana em 25 de novembro.
Em 1º de dezembro, Okongwu registrou 27 pontos, 14 rebotes e três bloqueios na vitória por 77-62 sobre Harvard no Orlando Invitational. Em 15 de dezembro, ele registrou 28 pontos, 24 dos quais no segundo tempo, e 12 rebotes na vitória sobre Long Beach State. Um dia depois, Okongwu foi nomeado o Calouro da Semana do Pac-12 pela segunda vez.
Okongwu continuou sua consistência na temporada da Pac-12. Em 2 de janeiro de 2020, ele teve outro desempenho forte com 27 pontos e 12 rebotes na vitória por 65-56 sobre Washington State. Em 24 de janeiro, ele registrou 23 pontos, 14 rebotes e seis bloqueios na derrota por 79-70 para Oregon. Na conclusão da temporada regular, Okongwu foi nomeado para a Primeira-Equipe e para a Equipe de Novatos da Pac-12. Ele liderou a USC com médias de 16,2 pontos, 8,6 rebotes e 2,7 bloqueios. O Torneio da Pac-12 e o Torneio da NCAA foram cancelados devido a preocupações com a pandemia de COVID-19. Em 25 de março de 2020, Okongwu anunciou que entraria no Draft da NBA de 2020 e abandonaria seus três anos finais de elegibilidade no basquete universitário.

## Carreira profissional

### Atlanta Hawks (2020–Presente)
Okongwu foi selecionado pelo Atlanta Hawks como a sexta escolha geral no Draft da NBA de 2020. Em 24 de novembro de 2020, o Atlanta Hawks anunciou que havia assinado um contrato de 2 anos e US$ 11.9 milhões com Okongwu.
Em 21 de julho de 2021, os Hawks anunciaram que Okongwu havia sido submetido a uma cirurgia para reparar o ombro direito e que ele deveria ficar afastado das quadras por cerca de seis meses.
Em 13 de janeiro de 2023, Okongwu pegou 20 rebotes, um recorde pessoal, além de marcar 18 pontos na vitória por 113–111 sobre o Indiana Pacers.
Em 23 de outubro de 2023, Okongwu assinou uma extensão de contrato de quatro anos e US$62 milhões com os Hawks.
Em 3 de fevereiro de 2024, Okongwu marcou 22 pontos, seu recorde pessoal, na vitória por 141–134 na prorrogação contra o Golden State Warriors.

## Estatísticas da carreira

### NBA

#### Temporada regular
| Ano      | Equipe   | PJ  | PT | MPJ  | AP   | 3P   | LL   | RT  | AS  | BR | TO  | PPJ  |
| -------- | -------- | --- | -- | ---- | ---- | ---- | ---- | --- | --- | -- | --- | ---- |
| 2020–21  | Atlanta  | 50  | 4  | 12.0 | .644 | .000 | .632 | 3.3 | .4  | .5 | .7  | 4.6  |
| 2021–22  | Atlanta  | 48  | 6  | 20.7 | .690 | –    | .727 | 5.9 | 1.1 | .6 | 1.3 | 8.2  |
| 2022–23  | Atlanta  | 80  | 18 | 23.1 | .638 | .308 | .781 | 7.2 | 1.0 | .7 | 1.3 | 9.9  |
| 2023–24  | Atlanta  | 55  | 8  | 25.5 | .611 | .333 | .793 | 6.8 | 1.3 | .5 | 1.1 | 10.2 |
| Carreira | Carreira | 233 | 36 | 20.3 | .645 | .213 | .733 | 5.8 | .9  | .5 | 1.1 | 8.2  |

#### Playoffs
| Ano      | Equipe   | PJ | PT | MPJ  | AP   | 3P    | LL   | RT  | AS  | BR | TO  | PPJ |
| -------- | -------- | -- | -- | ---- | ---- | ----- | ---- | --- | --- | -- | --- | --- |
| 2021     | Atlanta  | 18 | 0  | 9.2  | .548 | .000  | .667 | 2.7 | .1  | .3 | .7  | 2.7 |
| 2022     | Atlanta  | 5  | 1  | 21.6 | .563 | —     | .800 | 5.4 | .4  | .8 | .8  | 5.2 |
| 2023     | Atlanta  | 6  | 0  | 21.9 | .600 | 1.000 | .500 | 6.3 | 1.2 | .3 | 1.3 | 6.0 |
| Carreira | Carreira | 29 | 1  | 17.5 | .570 | .500  | .655 | 4.8 | .5  | .4 | .9  | 4.6 |

### Universitário
| Ano     | Equipe | PJ | PT | MPJ  | AP   | 3P   | LL   | RT  | AS  | BR  | TO  | PPJ  |
| ------- | ------ | -- | -- | ---- | ---- | ---- | ---- | --- | --- | --- | --- | ---- |
| 2019–20 | USC    | 28 | 28 | 30.6 | .616 | .250 | .720 | 8.6 | 1.1 | 1.2 | 2.7 | 16.2 |

## Vida pessoal
O irmão mais velho de Okongwu, Nnamdi, também jogou basquete na Chino Hills High School. Em 2014, Nnamdi sofreu uma lesão cerebral em um acidente de skate e morreu depois de passar três dias em aparelhos de suporte vital. Okongwu usou a camisa 21 em homenagem a seu irmão, que usava a mesma camisa enquanto jogava basquete. Desde que foi selecionado para a NBA pelos Hawks, ele passou a usar o número 17, já que seu antigo número foi aposentado por Dominique Wilkins, representando a idade de seu irmão quando ele faleceu. Ele também tem um irmão mais novo, Chukwuemeka, e uma irmã mais nova, Chinemya.

Okongwu é filho dos nigerianos, Kate e Mike Okongwu. Sua mãe, que é enfermeira registrada, mudou-se da Nigéria para os Estados Unidos em 1999. O pai de Okongwu faleceu em 2021.